# David May (DJ)
David May (* 9. September 1974 in Cham ZG) ist ein DJ, Songwriter und Produzent aus Zug in der Schweiz.

## Karriere
David May begann sich schon in jungen Jahren für Musik zu interessieren. Er lernte das Klavier-Spielen und begann später sich mit dem Mischpult auseinanderzusetzen. Seit 2000 ist May unter dem Pseudonym David Prodygee als Produzent in seinem eigenen Studio für Popgrößen wie Laura Branigan, Taylor Dayne und Katrina and the Waves tätig.
Als Trance-DJ und Remixer arbeitet er mit Dave202 und Dave Joy zusammen. Sehr erfolgreich war auch seine Zusammenarbeit mit dem House-DJ Sir Colin, z. B. auf dessen Top-5-Album Retro, wo sie sechs der 20 Titel gemeinsam abmischten. Seinen Durchbruch hatte er schließlich durch einen Vertrag mit dem deutschen Dance-Label Kontor Records
2009 veröffentlichte David May seine erste eigene Single. Der Titel Superstar verwendet das bekannte Thema aus Bitter Sweet Symphony von The Verve und war insbesondere in Deutschland und Österreich ein Club-Hit und Single-Charterfolg. Zudem erreichte er die Top-10 der US-Billboard-Dance-Charts. Auf YouTube konnte das offizielle Musikvideo bereits über 20 Millionen Klicks erlangen.
Anfang 2011 begann er zusammen mit einigen weiteren Autoren, zu dem als feste Mitglieder Steven Singer, Mike Schumacher und Marc Zibung gehören, ein neues Projekt. Gemeinsam als Team schreiben, komponieren, produzieren, mixen und texten sie Songs für etliche Musiker die insbesondere bei dem Plattenlabel Kontor Records unter Vertrag stehen. Die Namen der Lieder die das Projekt produziert enthalten hinter dem Titel des Liedes immer das Kürzel David May Edit Mix. Bisher schrieben sie seit einem Vertrag mit Kontor Records Singles für JayKay (What Them Girls Like, Party Encore und Weekend (Wicked Wow)), R.J. (U Know It Ain't Love, Baby It's the Last Time und Live 4 Die 4) und vielen mehr.
Im April 2013 erschien eine Remake-EP des Erfolgs-Song Right in the Night des Produzenten-Duos Jam & Spoon, die Remixe von etlichen europäischen Dance-Projekten und DJs enthält. Darunter sind Groove Coverage, das Michael Mind Project, G&G, die Bodybangers sowie ein Remix von May selber. Zudem wurde er zusammen mit Amfree als Haupt-Interpret angegeben und stiegen mit ihrer Neufassung von Right in the Night 2013 in den deutschen Singlecharts im Mai 2013 auf Platz 38 ein. Die Neufassung wurde auch von der damaligen Sängerin Plavka neu eingesungen.

## Diskografie

### Singles
- 2009: Superstar (feat. Moises Modesto)
- 2009: I’ll Be Watching You (feat. Kelvin Scott)
- 2010: Facebook Love (feat. Max Urban & Nate-Ivity)
- 2013: Right in the Night 2013 (Jam & Spoon feat. Plavka vs. David May & Amfree)

### Produktionen
- 2011: Sunny – Sir Colin
- 2012: My Birthday – Mr.Da-Nos feat. Ali Tennant

### Remixe
2010:
- Apollo – Over Me

2011:
- Dwaine feat. Diddy, Keri Hilson & Trina – U R A Million $ Girl
- REDD feat. Akon & Snoop Dogg – I’m Day Dreaming
- Nicco – Downpour
- Ekow feat. Snoop Dogg – Closer
- R.J. & Pitbull – U Know It Ain’t Love
- REDD feat. Qwote & Pitbull – Bedroom
- JayKay feat. Flo Rida, Smokey & Git Fresh – What the Girls Like
- The Glam feat. Flo Rida, Trina & Dwaine – Party Like a DJ
- H.D. feat. Jason Derulo & Smokey – Celebrity Luv
- Carolina Marquez vs JayKay, Lil Wayne & Glasses Malone – Weekend (Wicked Wow) (David May Radio Rock)

2012:
- Max Urban feat. Rocky Rock – Best Party in Town
- R.J. feat. Qwote & Flo Rida – Baby It's the Last Time
- Patrick Miller – Dancing in London
- Patrick Miller & Kay One – Dancing in London (Remix)
- Mr.Da-Nos feat. Patrick Miller & Fatman Scoop – I Like to Move It
- JayKay, Lil Wayne, Rick Ross & Mack 10 – Party Encore
- Raquel feat. Diddy, Dorrough & Yo Gotti – Touch
- Audio Playground feat. Snoop Dogg – Emergency
- R.J. & Pitbull – Live 4 Die 4
- Patrick Miller – U & I (Hakuna Matata)
- Carolina Marquez vs JayKay, Lil Wayne & Glasses Malone – Weekend (Wicked Wow) (David May Edit Mix 2k12)
- Tune feat. Raquel, Akon & P. Money – Calling
- A-Roma, Pitbull, R.J. & Play-N-Skillz – 100% Freaky
- Taylor Jones – Rock This Party
- Gold 1 feat. Bruno Mars & Jaeson Ma – This Is My Love
- Ktree feat. Tonez, Snoop Dogg & Candy 187 – Party All the World

2013:
- Manian feat. Nicci – I'm in Love With the DJ (Remix)
- Bridge feat. Tonez, Wiz Khalifa, Snoop Dogg & Berner "Yoko" – I Want to Believe in You
- Cascada – Glorious (Remix)
- Edward Maya – Mono in Love (Remix)
- Flush feat. Nathan, Kate & Flo Rida – Revolution of Love
- Gold 1 feat. Flo Rida & Shun Ward – Dance for Live
- Patrick Miller – Who's Gonna Know

2014:
- Cue feat. Snoop Dogg & Adassa – Boom (He Won't Get Away)